# الظهرة (عواض)

تعديل مصدري - تعديل

الظهرة محلة تابعة لقرية السناحي، التابعة لعزلة بني عواض بمديرية بعدان إحدى مديريات محافظة إب في الجمهورية اليمنية، بلغ تعداد سكانها 617 حسب تعداد اليمن لعام 2004.